# Ray Clemence
Ray Clemence vagy teljes nevén Raymond Neal Clemence (Skegness, 1948. augusztus 5. – 2020. november 15.) angol válogatott labdarúgókapus, edző.

## Pályafutása

### Klubcsapatban
Pályafutását a Scunthorpe United csapatában kezdte 1966-ban és összesen 48 mérkőzésen védte a harmadosztályú egyesület kapuját. 1967-ben a Liverpool edzője Bill Shankly szerződtette. 1968. szeptember 25-én mutatkozott be, egy az Anfielden lejátszott ligakupa mérkőzésen. A Liverpool kapuját egészen 1981-ig 470 mérkőzésen keresztül védte. Ötszörös angol bajnok, egyszeres FA-kupa és ligakupa, ötszörös szuperkupa, háromszoros BEK, kétszeres UEFA-kupa és egyszeres UEFA-szuperkupagyőztes. 1981-ben a Tottenhambe igazolt, ahol még hét szezont védett, ezalatt 240 találkozón lépett pályára.

### A válogatottban
1972 és 1983 között 61 alkalommal szerepelt az angol válogatottban. Részt vett az 1980-as Európa-bajnokságon és az 1982-es világbajnokságon. 

## Sikerei, díjai
Liverpool
- Angol bajnok (5): 1972–73, 1975–76, 1976–77, 1978–79, 1979–80
- Angol kupa (1): 1973–74
- Angol ligakupa (1): 1980–81
- Angol szuperkupa (5): 1974, 1976, 1977 (megosztva), 1979, 1980
- Bajnokcsapatok Európa-kupája (3): 1976–77, 1977–78, 1980–81
- UEFA-kupa (2): 1972–73, 1975–76
- UEFA-szuperkupa (1): 1977

Tottenham
- Angol kupa (1): 1981–82
- Angol szuperkupa (1): 1981
- UEFA-kupa (1): 1983–84